# Хале (Вестфалија)
Хале град је у немачкој савезној државни Северна Рајна-Вестфалија. Налази се 15 километара западно од Билефелда. Према попису из 2021. било је 21.574 становника.